# Neuroleon nubilus
Neuroleon nubilus är en insektsart som beskrevs av Navás 1913. Neuroleon nubilus ingår i släktet Neuroleon och familjen myrlejonsländor. Inga underarter finns listade i Catalogue of Life.